# Giano (nome)
Giano  è un nome proprio di persona italiano maschile.

## Varianti
- Femminili: Giana

### Varianti in altre lingue
- Inglese: Janus[1]

## Origine e diffusione

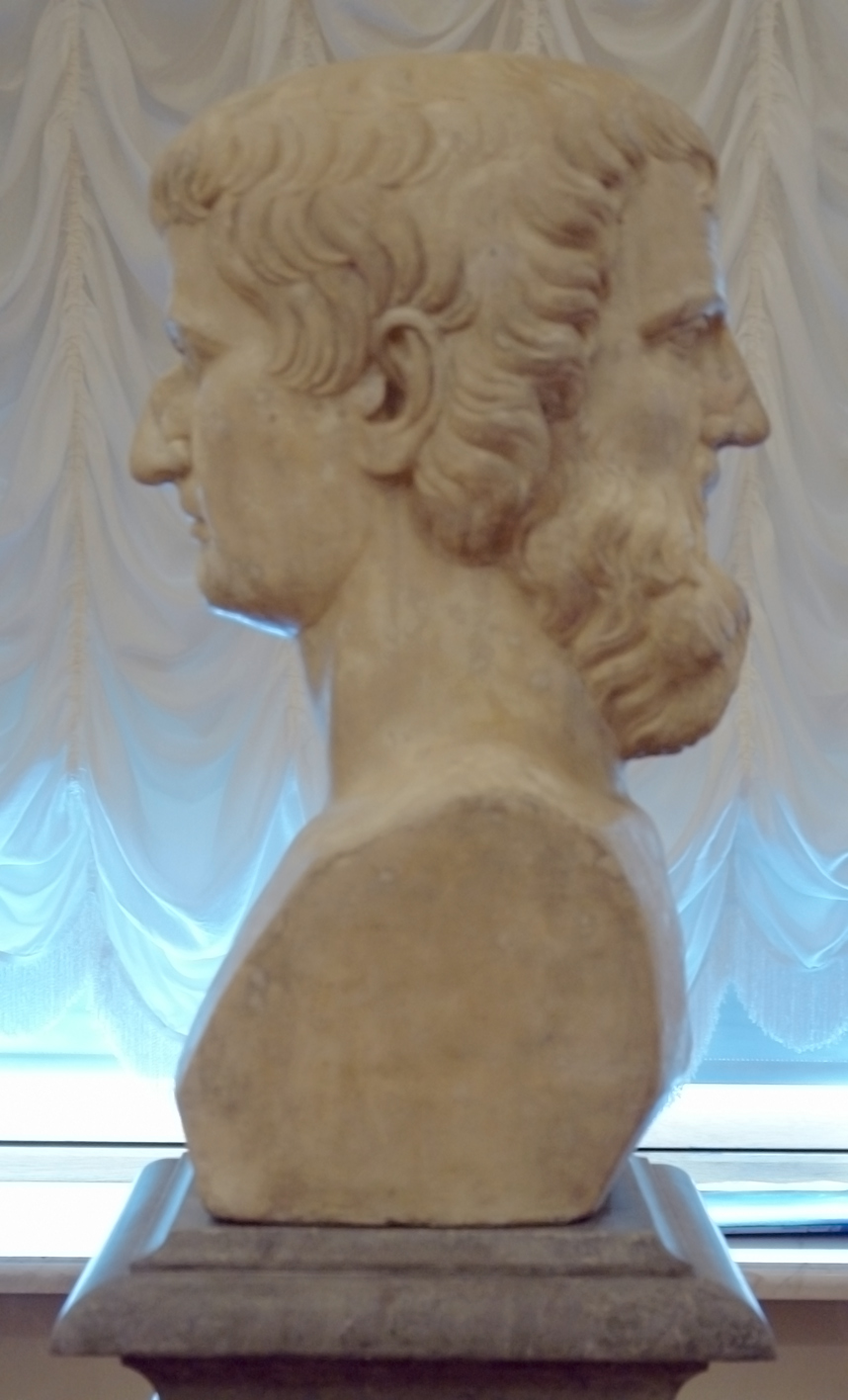
Busto raffigurante Giano

Il nome ha una duplice origine: da una parte rappresenta una ripresa del nome di Giano, divinità romana guardiana dei cancelli e dei passaggi, che deriva dal latino Janus, Ianus, significante "portale ad arco", "passaggio a volta". Sul nome di tale divinità sono basati il mese di gennaio (in latino Ianuarius; Giano era infatti il "dio degli inizi") e il nome Gennaro; per significato, è affine al nome Pilade.
Sin dal Duecento, inoltre, "Giano" risulta, specie nell'area toscana, come ipocoristico di nomi e soprannomi quali Giuliano, Torrigiano, Montigiano, Bonciano, Luciano e Feliciano.

## Onomastico
Il nome è adespota, non essendo portato da alcun santo. L'onomastico ricade quindi il 1º novembre, giorno di Ognissanti. Nei casi in cui costituisca un ipocoristico di altri nomi, si può festeggiare il loro stesso giorno.

## Persone

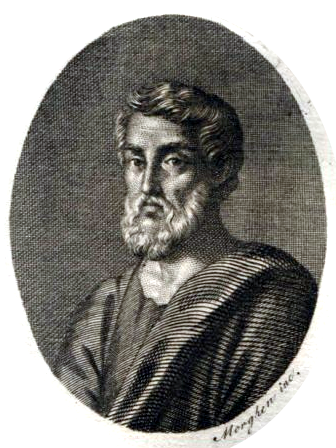
Giano Pelusio

- Giano di Lusignano, re di Cipro, Armenia e Gerusalemme
- Giano Accame, scrittore e giornalista italiano
- Giano Anisio, umanista italiano
- Giano Della Bella, politico italiano
- Giano I Fregoso, doge genovese
- Giano II Fregoso, doge genovese
- Giano Pattini, calciatore italiano
- Giano Pelusio, presbitero e umanista italiano